# 松井幹雄 (実業家)
松井 幹雄（まつい みきお、1938年1月9日 - ）は、日本の実業家。ホテルオークラ代表取締役社長・最高経営責任者 。1993年常務取締役。1997年専務取締役 や、同社代表取締役会長を務める。

## 人物・経歴
東京都出身。1961年立教大学文学部卒業、大成観光（現ホテルオークラ）入社。1987年取締役に昇格。1990年ホテルオークラアムステルダム代表取締役社長兼総支配人。1993年常務取締役。1997年専務取締役。
1999年からホテルオークラ代表取締役社長を務めた。2008年ホテルオークラ代表取締役会長。同年オランダ王国オレンジ・ナッソー勲章受章、ホテリエ・オブ・ザ・イヤー2008受賞。
2010年創業家出身の大倉喜彦に取締役会長職を譲りホテルオークラ特別相談役に退いた。この間、ホテルオークラ東京取締役会長、京都ホテル取締役等も歴任した。